# Heinrich Suso
Heinrich Suso vagy Seuse (Überlingen, 1295. március 21. – Ulm, 1366. január 25.) középkori német szerzetes, író, misztikus teológus.
Eckhart tanítványaként gondolatait gyakori extatikus élményeinek elemzésére alapozta. 1831-ben a katolikus egyház boldoggá avatta, ilyen téren ő az egyetlen a késő középkori, három nagy német misztikus közül.

## Élete
Német nemesi családba született. Már 13 évesen, 1308-ban belépett a konstanzi domonkos-rendbe, ahol filozófiai és teológiai tanulmányait végezte. Ájtatosságával, illetve tanulmányaival hamar társainak példaképe lett. Szigorú aszkéta életet élt.
1324 és 1327 között a kölni domonkos studium generale-ba járt, ahol Eckhart mester tanítványa lett. Das Büchlein dér Wahrheit című művével őt védte.
Életéről keveset tudni, annyi azonban bizonyos, hogy visszatérve Konstanzba, 1327-1339 közt lektori tisztségre nevezték ki, ahonnan úgy tűnik, 1329 és 1334 között valamikor eltávolították. Zárdájával 1339-1346 közt a Svájcban levő (Frauenfeld melletti) Diessenhofenba vonult, ahol prior lett. A Konstanz melletti Rajna-szigeten, és 1348-tól az ulmi kolostorban töltötte utolsó éveit.
Gyakori eksztatikus látomásai voltak.
Kapcsolatot tartott fenn sok misztikussal, főleg Taulerrel és Elsbeth Stagel  domonkos apácával. Hatása különösen erős volt számos női kolostorban, különösen a katherinenthali domonkos kolostorban (Diessenhofen), valamint Tössban, ahol a misztikus Elsbeth Stagel élt.

## Művei
Első munkája a Büchlein der Wahrheit (Az igazság kis könyve) volt, amelyet 1328 és 1334 között írt Konstanzban. Ez Eckhart mester tanításának rövid védelme volt, akit eretnekséggel vádoltak. 1330-ban ezt az értekezést és egy másikat eretnekségnek minősítették a domonkos ellenfelek, ami miatt Suso az 1330-ban Maastrichtban tartott domonkos káptalanra utazott, hogy megvédje magát.
Következő műve, a Das Büchlein der ewigen Weisheit (Az örök bölcsesség kis könyve), amely 1328–1330 körül írt, kevésbé spekulatív és gyakorlatiasabb. Valamikor 1334 és 1337 között lefordította ezt a művet latinra, de ezzel jelentősen bővítve a tartalmát, és szinte teljesen új könyvet készített belőle, amelyet Horologium Sapientiae-nek nevezett el. Ebből a latin művéből magyar fordítás-részletek vannak a Nagyszombati kódexben.
Ulmban adta ki Exemplar címen 4 részes munkáját (tartalma: Önéletrajz, Az örök Bölcsességről, Az igazságról, és levelezéseinek a kivonata). Számos levele teljes egészében is fennmaradt, elsősorban az Elsbeth Stagel nevű apácához írottak. Ismeretes több szentbeszéde is.
Munkáit 1482 és 1512 között adták ki először nyomtatva.
Az "In dulci jubilo" (→ Az angyal énekel) karácsonyi dal szövegét neki tulajdonítják.

## Hatása
Évszázadokon keresztül befolyást gyakorolt a teológusokra, a spirituális írókra. Olvasói és tisztelői közé tartozott Kempis Tamás, Canisius Péter, Nicolaus Cusanus vagy Friedrich Spee, Johann Herder.

## Magyarul
- Suso (Heinrich Seuse) misztikus írásai; ford. Kulcsár F. Imre; Paulus Hungarus–Kairosz, Bp.–Szentendre, 2001, 194 p.

## Egyéb kapcsolódó irodalom
- Vargha Damján: Seuse Henrik Amand a magyar kódexirodalomban; Szent István Társulat, Bp., 1910 (A Szent-István-Társulat Tudományos és Irodalmi Osztályának felolvasó üléseiből)
- Walter Nigg: A misztika három csillaga. Eckhart, Suso, Tauler domonkos misztikusok; ford. Midling Andrea; utószó Hankovszky Béla Jácint; Paulus Hungarus–Kairosz, Bp., 1999 ISBN 9789639137646, 274 p.